# Bitwa pod Sobotą
Bitwa pod Sobotą – miała miejsce 2 września 1655 roku podczas drugiej wojny północnej.

## Przebieg bitwy
Po zajęciu Wielkopolski, 31 sierpnia wojska szwedzkie prowadzone przez Karola X Gustawa rozpoczęły marsz na Warszawę. Pod rozkazami szwedzkiego króla było 25 tys. żołnierzy. 1 września armia dotarła do Kutna. Tu Karol X otrzymał wiadomość, że w odległym o 20 km Piątku, znajdują się wojska Jana Kazimierza. Król szwedzki postanowił na nie uderzyć. O świcie, 2 września Szwedzi skierowali się ku Sobocie by przekroczyć w tym miejscu bagna nad Bzurą i wyjść na tyły polskiego obozu rozłożonego pod Piątkiem. Przeprawianie się Szwedów pod Sobotą opóźniała konnica Aleksandra Koniecpolskiego, atakująca przednią straż przeciwnika. Ponieważ Szwedów nie udało się zatrzymać, Koniecpolski drugi raz atakował ich w czasie przeprawy przez bagna pod Bielawami. Przybycie wieczorem dalszych sił szwedzkich zmusiło jazdę Koniecpolskiego do wycofania się pod Piątek, gdzie znajdował się obóz polski. Jan Kazimierz widząc przeważające siły nieprzyjaciela, nakazał odwrót. Szwedzi ruszyli w pościg, jednak udało im się urwać tylko część polskiego taboru oraz pojmać niewielką liczbę maruderów. 

## Po bitwie
Za wycofującym się Janem Kazimierzem ruszył Arvid Wittenberg (8 tys. żołnierzy), natomiast Karol Gustaw z resztą wojsk szwedzkich pomaszerował do Warszawy, którą zajął 8 września.

## Literatura
- Leszek Podhorodecki, Rapier i koncerz, Warszawa 1985, ISBN 83-05-11452-X, str. 247-248